# Địa liền lá hẹp
Địa liền lá hẹp (danh pháp: Kaempferia angustifolia) là một loài thực vật có hoa trong họ Gừng. Loài này được William Roscoe miêu tả khoa học đầu tiên năm 1807.

## Phân bố
Loài này có trong khu vực từ miền đông Ấn Độ, Đông Himalaya, Bangladesh, Indonesia (Sumatra, có thể là du nhập), Malaysia, Thái Lan, Việt Nam.